# Jipum-myeon
Jipum-myeon (koreanska: 지품면) är en socken i den östra delen av Sydkorea, 240 km sydost om huvudstaden Seoul. Den ligger i kommunen Yeongdeok-gun i provinsen Norra Gyeongsang.
Den nordöstra delen av  Juwangsan nationalpark ligger i Jipum-myeon.